# Таамрат Эммануэль
Таамрат Эммануэль (ивр. תאמרת עמנואל‎, амх. ተአምራት አማኑኤል; 1888, Азазо — 1963) — эфиопский религиозный и общественный деятель.

## Биография
Таамрат родился в 1888 году в деревне Азазо недалеко от города Гондэр. Его родители были эфиопскими евреями которые приняли христианство ещё до его рождения, поэтому он вырос в общине Фалашмура. В детстве Таамрат посещал Школу шведской евангелической миссии в Итальянской Эритрее. В возрасте 16 лет Таамрат познакомился с доктором Жаком Файтловичем, который помог ему отправится на учёбу в Париж. В 1904 году он начал обучение в Парижской школе Всемирного еврейского союза. В 1908 году доктор Файтлович устроил его в Еврейскую теологическую семинарию во Флоренции. В 1915 году Таамрат Эммануэль стал раввином и в течение следующих 5 лет работал преподавателем Еврейской теологической семинарии. В 1920 году он вернулся в Эфиопию. С августа 1921 года по апрель 1923 года жил в Палестине. После этого вновь вернулся в Эфиопию где доктор Файтлович основал еврейскую школу, направленную на подготовку учителей, в которой Таамрат Эммануэль стал директором. По его инициативе был переведен Мацхафа Кадусы (писания бета-израильской общины) с языка геэза, который переставал быть разговорным языком сообщества, на более широко распространенный амхарский язык. Возглавлял еврейскую общину Аддис-Абебы, существенно увеличившуюся благодаря миграции из сельских районов.